# Scheemderzwaag (waterschap)
Scheemderzwaag is een voormalig waterschap in de Nederlandse provincie Groningen.
Het schap lag ten oosten van het dorp Scheemderzwaag en was omsloten door de weg Scheemderzwaag in het noorden en oosten, het Mensediep in het zuiden en de gemeentegrens van Oldambt met Menterwolde in het westen. De verzorgingsplaatsen Roode Til en Meedenertol liggen globaal in het midden van de toenmalige polder. De molen van de polder sloeg uit op het Mensediep, dat in verbinding stond met het Termunterzijldiep.
Waterstaatkundig gezien ligt het gebied sinds 2000 binnen dat van het waterschap Hunze en Aa's.